# Tízpróba
A tízpróba (idegen szóval dekatlon) az atlétika egyik összetett versenyszáma, amely tíz különböző számból épül fel. Versenyeit rendszerint két egymást követő napon keresztül rendezik meg, és a versenyzők sorrendjét az egyes számokban elért eredmények összegeként adják meg. A nyújtott teljesítményt nem a sportoló helyezése, hanem az egyes versenyszámokra érvényes önálló pontozási rendszer segítségével határozzák meg. A tízpróbában általában férfiak számára szerveznek versenyeket, míg a nők körében főleg a hétpróba nevű szám terjedt el.
A versenyszám az ókorban népszerűnek számító ötpróbából fejlődött ki, amely már az olümpiai játékok programjának is része volt. A nyári olimpiai játékok programján először 1904-ben – a maitól némileg eltérő változatban – szerepelt a tízpróba. A jelenlegi világcsúcstartó az amerikai Ashton Eaton, aki 2012-ben állította fel ezt a rekordot 9039 ponttal. A magyar országos csúcsot Zsivoczky Attila tartja 2000 óta, amikor 8554 pontot szerzett.

### Az első olimpiai évtizedek (1904–1947)

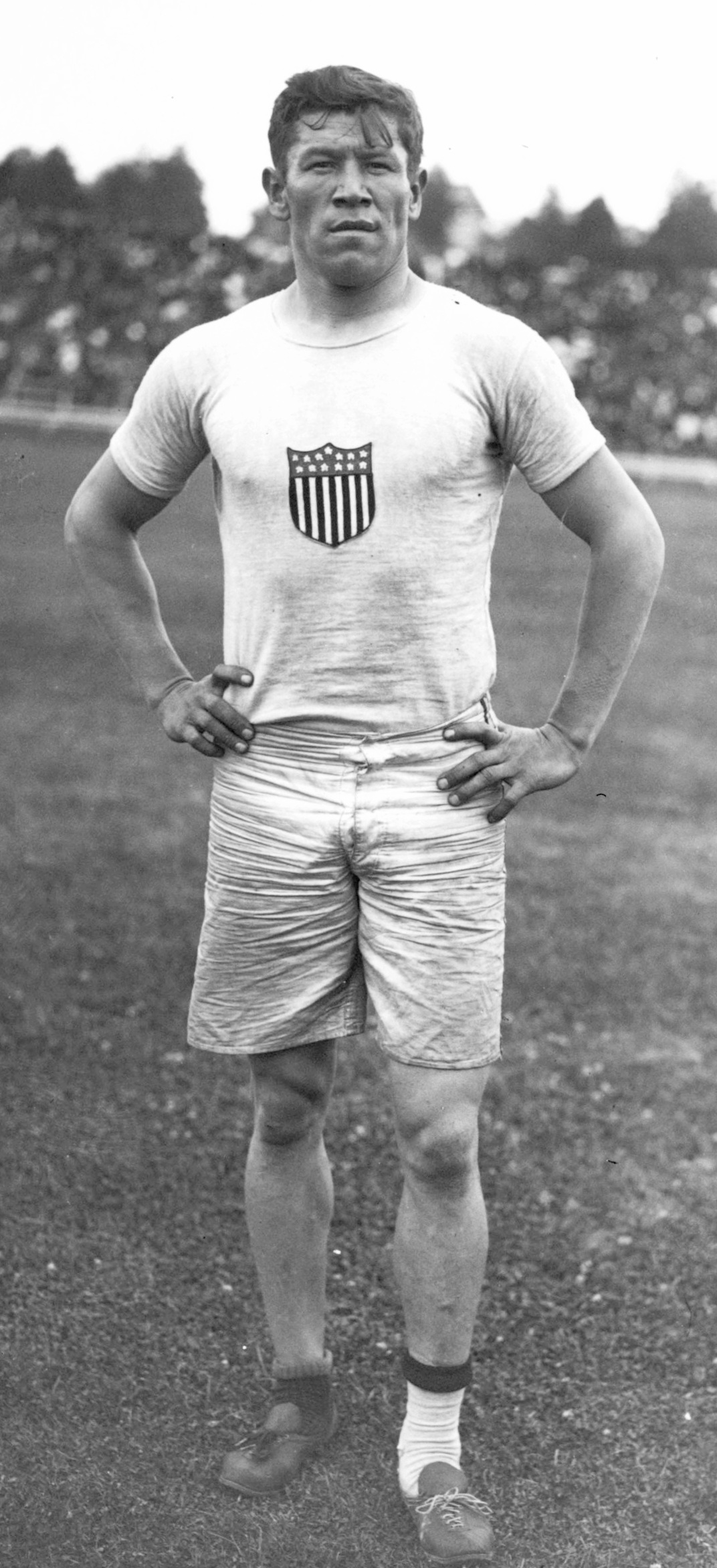
A tízpróbában aranyérmet szerzett Jim Thorpe az 1912. évi nyári olimpiai játékokon

## Versenyszámok
| 1. nap              | 2. nap                 |
| ------------------- | ---------------------- |
| - 100 méteres futás | - 110 méteres gátfutás |
| - távolugrás        | - diszkoszvetés        |
| - súlylökés         | - rúdugrás             |
| - magasugrás        | - gerelyhajítás        |
| - 400 méteres futás | - 1500 méteres futás   |

## Története

### Előzmények
A mai értelemben vett tízpróba elődjének az ötpróba (görögül: πένταθλον) tekinthető, amely népszerű sportág volt az ókori Görögországban, és i. e. 708-ből származik az első feljegyzés, amely szerint szerepelt a négyévente megrendezett olümpiai játékok versenyein. Ez a szám a következő versenyekből tevődött össze: távolugrás, diszkoszvetés, gerelyhajítás, stadionfutás és birkózás. Az olümpiai játékok 393-ban bekövetkezett megszűnését követően hosszú időn keresztül nem volt olyan sportverseny, amelyen összetett atlétikai versenyszámot rendeztek volna.